# معركة متيجة (1839)
معركة متيجة في 1839م شملت الأرجاء المتاخمة لمدينة الجزائر في سهل متيجة.

## معاهدة تافنة
كانت معاهدة تافنة التي وقع عليها الأمير عبد القادر في 30 ماي 1837م مباشرة وبعد معركة الثنية فرصة لتنظيم شؤون الدولة الجزائرية من غربها إلى شرقها.
وكان الفرنسيون قد استفادوا من هذه الهدنة من أجل التفرغ للقضاء على مقاومة أحمد باي في الشرق الجزائري، إعداد فرق عسكرية خاصة بحرب الجبال في منطقة القبائل والتيطري والونشريس، فك الحصار عن المراكز الاستيطانية الفرنسية، وانتظار وصول الإمدادات العسكرية من فرنسا · .
وأثناء ذلك، استغل الأمير عبد القادر هذه المعاهدة لتعزيز قواته العسكرية وتنظيم دولته من خلال الإصلاحات الإدارية والتنظيمات العسكرية.ذ، فقام بتشكيل مجلس وزاري مصغر يضم رئيس الوزراء، نائب الرئيس، وزير الخارجية، وزير الخزينة الخاصة ووزير الأوقاف (وزير الأعشار والزكاة)، ثم الوزراء الكتبة وهم ثلاثة حسب الحاجة واتخذت هذه الدولة من مدينة معسكر عاصمة لها.
وقام الأمير عبد القادر بتأسيس مجلس الشورى الأميري المتكون من 11 عضوا يمثلون مناطق مختلفة.
وكان من أهم إنجازات المرحلة هو التقسيم الإداري للبلاد إلى ثمان مقاطعات أو ولايات، وكل مقاطعة يديرها خليفة، وقسم كل مقاطعة إلى عدة آغاليك أو دوائر، ووضع على رأس كل آغاليك قائدا يدعى برتبة آغا، ويضم الآغاليك عددا من القبائل يحكمها قائد، ويتبع القائد مسؤول إداري يحمل لقب شيخ.
وقام الأمير عبد القادر بتنظيم الميزانية وفق مبدأ الزكاة، وفرض ضرائب إضافية لتغطية نفقات الجهاد وتدعيم مدارس التعليم، كما أجرى تدعيما للقوة العسكرية بإقامة ورشات للأسلحة والذخيرة وبناء الحصون على مشارف الصحراء حتى يزيد من فاعلية جيشه.
وبادر كذلك إلى تصميم علم وطني وشعار رسمي للدولة، بالتوازي مع ربط علاقات دبلوماسية مع بعض الدول.

## نقض المعاهدة

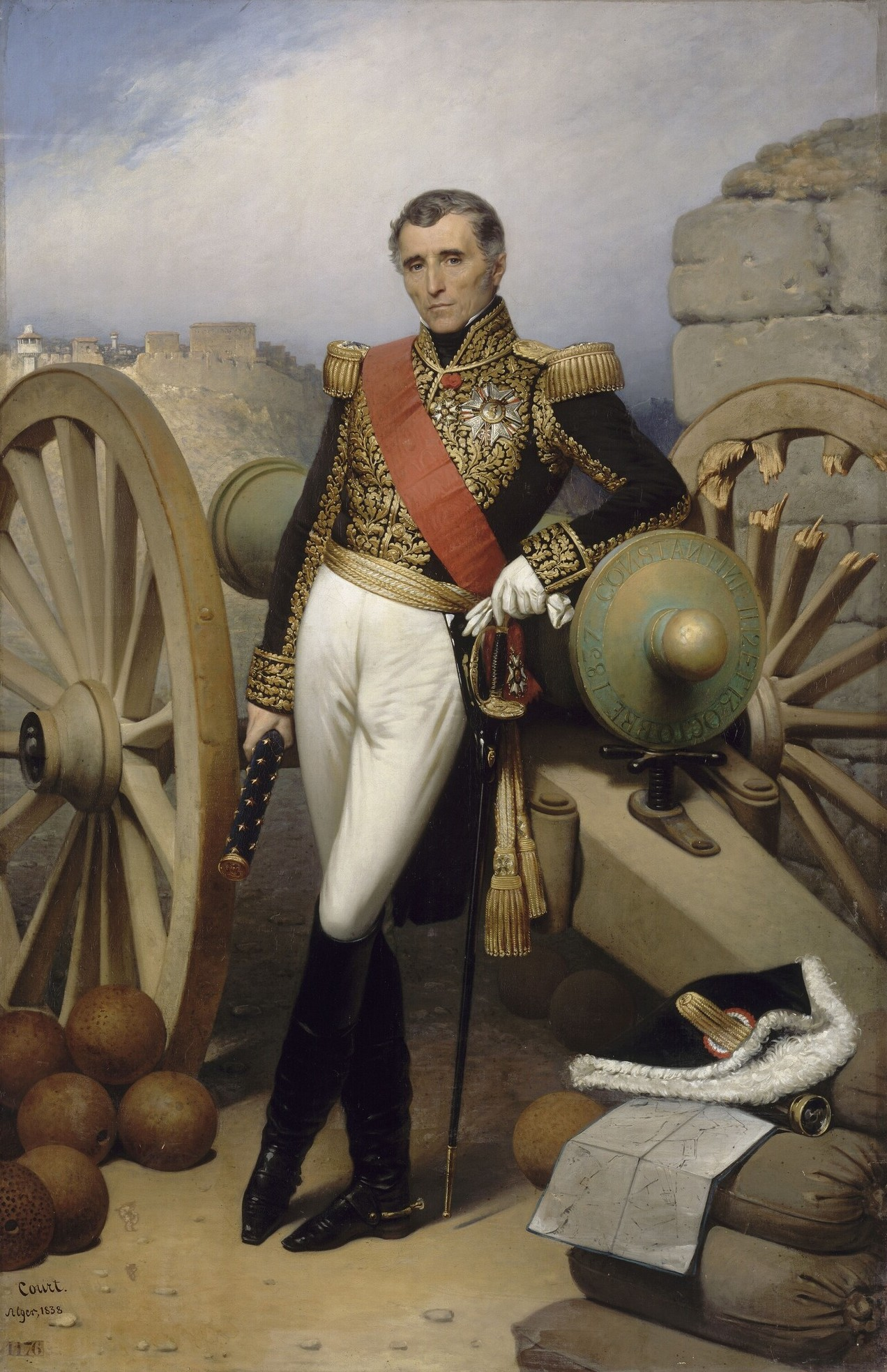
سيلفان شارل فالي

شعر الفرنسيون بخطورة نشاط الأمير على مصالحهم فنقضوا معاهدة تافنة من خلال مبادرة «المارشال فالي» إلى خرق الهدنة بعبور قواته الأراضي التابعة للأمير.
فما كان من الأمير عبد القادر إلا أن أعلن من جديد الجهاد ضد الاحتلال الفرنسي في يوم 15 جوان 1839م.
فتم بذلك رسميا نقض المعاهدة واستئناف الحرب في سنة 1839م بضراوة كبيرة.
وتم ترسيم العودة إلى الحرب في «حصن تازا» بمنطقة برج الأمير عبد القادر وتيسمسيلت أين احتضن هذا الموقع حدثا مهما يوم 3 جويلية 1839م وهو انعقاد «المجلس الشوري للمقاومة» الذي تمخض عنه إعلان الأمير عبد القادر الجهاد مجددا ضد الاحتلال الفرنسي بعد نقض فرنسا لمعاهدة تافنة · .
ذلك أن الجنرال بيجو كان قد استعد بجيوش جديدة أثناء فترة الهدنة منذ 30 ماي 1837م، وكرر الفرنسيون نقض المعاهدة عدة مرات منذ مطلع عام 1839م، وبدأ الجنرال بيجو يلجأ إلى الوحشية في هجومه على المدنيين العزل فقتل النساء والأطفال والشيوخ، ويحرق القرى والمدن التي تساند الأمير.
وكان المارشال فالي هو الذي تكفل بالعمليات الدموية الناقضة للمعاهدة لأنه كان يرى أن محيط مدينة وهران ومدينة الجزائر يجب أن يتم تحصينه وتحريره من سلطة الجزائريين، فاقترح على الحكومة الفرنسية أن يتم احتلال مدينتي القليعة والبليدة.
فقام المارشال فالي بالاحتلال الفعلي لمدينتي القليعة والبليدة في شهر ماي 1838م، لينتقل بعدها إلى منطقة الشفة التي تمثل الحدود الغربية لمتيجة مع دولة الأمير عبد القادر الجزائري.
كما قام بإنشاء مخيمات في منطقة الفندق على ضفاف وادي قدارة قرب بودواو.
وانتقل بعدها خلال إلى خريف وشتاء 1838م نحو الشرق لتحصين وتنظيم منطقة عنابة.
وأثناء فصل الخريف لسنة 1839م، اتجه المارشال فالي نحو هضبة سطيف من أجل الإخضاع الكلي لقبائلها التي كان يعمل أعوان الأمير عبد القادر على دفعها للتمرد.
فقامت القوات الفرنسية باقتحام مضيق البوابات الحديدية في منطقة القبائل بتاريخ 27 أكتوبر 1839م.
وكانت حملة البوابات الحديدية على إقليم موضوع تحت سلطة الأمير عبد القادر في «مقاطعة مجانة» إيذانا باعتبار معاهدة تافنة لاغية واندلاع شرارة الحرب من جديد.

## المعركة

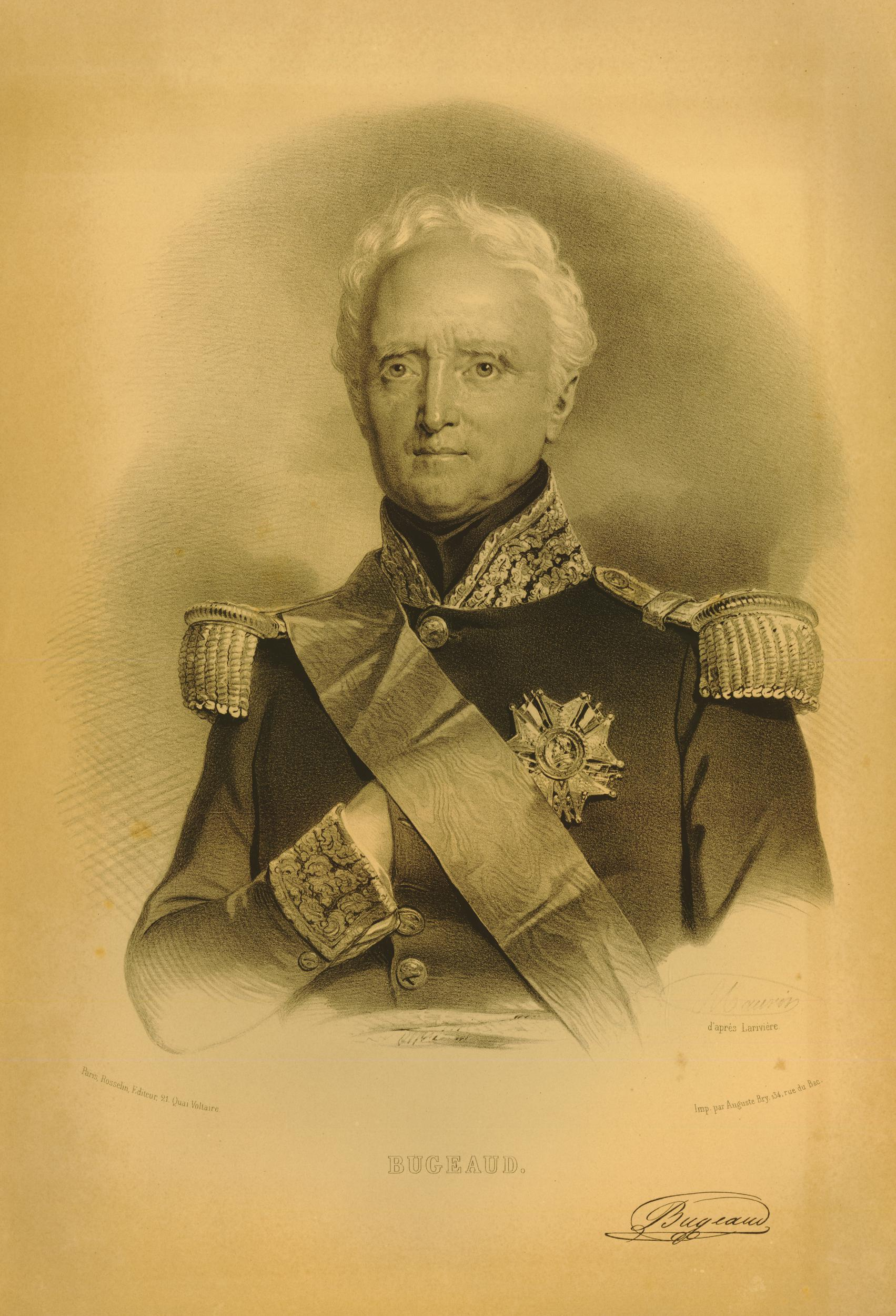
توماس روبير بيجو

### المقدمات
غداة نقض معاهدة تافنة من طرف الفرنسيين، شاركت قوات الخليفة «أحمد بن سالم» في هجوم الأمير عبد القادر على سهل متيجة في مطلع سنة 1839م كرد فعل على حملة البوابات الحديدية.
وكان الأمير عبد القادر قد أعطى أوامره في بداية 1839م لحلفائه من قبائل حجوط كي يزعجوا القبائل العميلة في «وطن بني موسى» و«وطن بني خليل» داخل متيجة لجعلهما غير قابلين للاستيطان الفرنسي في انتظار الاكتساح الجزائري لهذه المنطقة.
وكان الفارس «البشير بن خويلد» هو أشجع فرسان حجوط الذي كان يقود الغارات على «وطن بني موسى» و«وطن بني خليل» وسائر مناطق متيجة لبث الرعب وسط الفرنسيين، وكان ابن عمه «إبراهيم بن خويلد» ساعده الأيمن في العمليات الحساسة، بالإضافة إلى «الجيلالي بن دواد» و«علي بن عودة» و«رمضان بلحاج» و«علي بن حميدة» و«الحاج سليمان» و«قويدر بن ضياف».
ثم اقتحم «أحمد بن سالم» منطقة متيجة في 28 أفريل 1839م مع جنوده المشاة حتى وصل إلى منطقة بئر خادم، وفي 15 ماي 1839م تم الوصول إلى منطقة الحامة على مشارف مدينة الجزائر، قبل أن ينسحب الجزائريون نحو الحراش أين اشتبكوا مع الفرنسيين من جديد ليفقدوا بذلك بعض الجنود الذين من بينهم القائد «الحسين بن زعموم».

### الاكتساح
وكان الاكتساح الكبير الموعود بُعيد يوم 11 نوفمبر 1839م بمشاركة الخلفاء الثلاثة «أحمد بن سالم» من الشرق (البويرة)، «محمد بن علال» من الغرب (مليانة)، و«محمد بن عيسى البركاني» من الجنوب (المدية).
| رقم | القائد                          | الإقليم            | العاصمة |
| --- | ------------------------------- | ------------------ | ------- |
| 01  | الأمير عبد القادر الجزائري      | إقليم معاهدة تافنة | معسكر   |
| 02  | الخليفة أحمد بن سالم الدبيسي    | «مقاطعة حمزة»      | البويرة |
| 03  | الخليفة «محمد بن عيسى البركاني» | «مقاطعة التيطري»   | المدية  |
| 04  | الخليفة «محمد بن علال»          | «مقاطعة مليانة»    | مليانة  |

وقد حشد «أحمد بن سالم» جنوده وفرسانه من أجل تخريب ممتلكات الفرنسيين في متيجة وسلبها أثناء هذا الهجوم.
فتم الانتقام من القبائل العميلة المتعاونة مع الفرنسيين في متيجة لتكون حصيلة القتلى من الفرنسيين وحلفائهم كبيرة جدا بالإضافة إلى خراب المستوطنات الزراعية.
وقام «أحمد بن سالم» بالهجوم على القبائل العميلة في «وطن الخشنة» شرق سهل متيجة بتاريخ 15 ديسمبر 1839م أين أجبر عملاء فرنسا على ترك دواويرهم مع قائدهم العميل «أحمد بن قاية» الذي احتمى في مدينة الجزائر.
فانسحب «قائد بني خليل» المدعو «محمد بن حليمة» نحو مدينة الجزائر في 18 ديسمبر 1839م للاحتماء بها من المقاومين الجزائريين.
وقد تسلل 2.000 فارس جزائري نحو متيجة بتاريخ 20 ديسمبر 1839م، حيث أن فرسان «أحمد بن سالم» هاجموا «الدواوير» العميلة في «جبال الخشنة» من الشرق، في حين أن فرسانا آخرين قادمين من المدية مروا عبر وادي الحراش، إلا أن الجنود الفرنسيين في معسكر «وطن بني موسى» صدوا هؤلاء الفرسان الآتين من الجنوب.
وهاجم «أحمد بن سالم» في 22 ديسمبر 1839م موكبا من 200 جندي في «الفوج الثامن والأربعين من مشاة الخط» قرب الحراش، وكان تعداد الجزائريين يصل إلى 800 جندي نظامي، إلا أن رد فعل «الرائد مارشزان» سمح بإنقاذ جنوده من الإبادة وإيصالهم إلى الحراش سالمين.

### نهاية المعركة

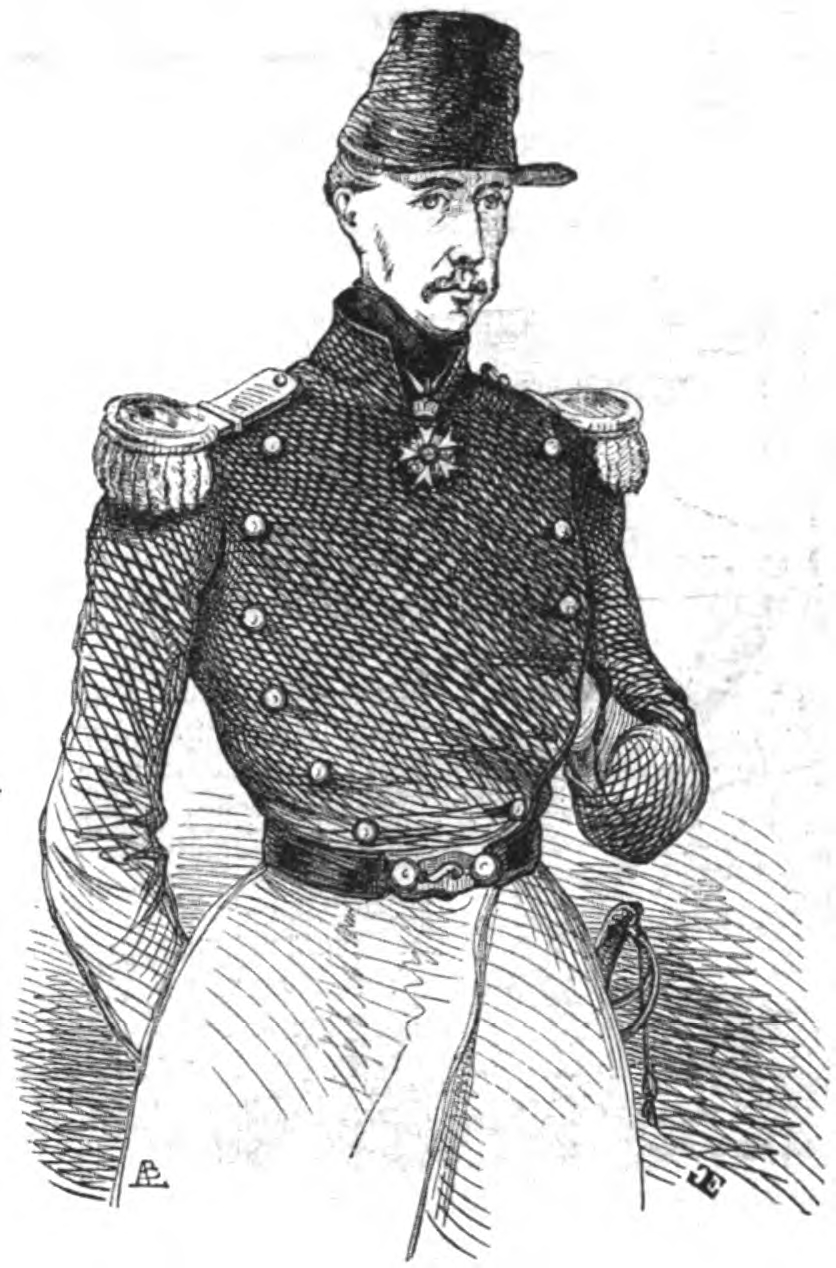
نيكولا شانجارنيي

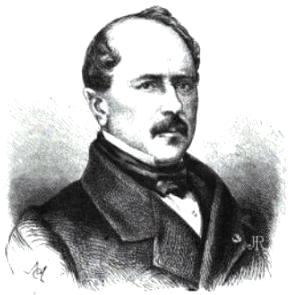
جان ألكسندر دي بورجولي

بعد اشتباكات ضارية نشبت بين الجزائريين والفرنسيين منذ 11 نوفمبر 1839م في سهل متيجة، حاصرت قوات الأمير عبد القادر المخيمات الفرنسية التي أنشئت حول مدينتي البليدة وبوفاريك، وابتدأ هذا الحصار يوم 15 ديسمبر 1839م · .
فتم حشد كل القوات الجزائرية المتوفرة من طرف خليفتَيْ «مقاطعة التيطري» و«مقاطعة مليانة» قصد الاستحواذ على مدينتي البليدة والشفة، في حين أن المشاة النظاميين والفرسان الكثيرين كانوا متجمهرين في منحدر «وادي الكبير» · .
وتم إنهاء المعركة الكاسحة بين الجزائريين والفرنسيين في يوم 31 ديسمبر 1839م حينما تم إجبار جنود وفرسان الأمير عبد القادر على الانسحاب الكلي من سهل متيجة.
وأصبحت كل قبائل متيجة لا تخضع منذ ذلك اليوم لسلطة الأمير عبد القادر ما عدا «قبيلة الهاشميين».
فبعد أن تمت دراسة أرضية المعركة المرتقبة بعد الحصار المضروب على المخيمات، تم اتخاذ قرار مواجهة الجزائريين وانطلق الماريشال فالي من بوفاريك في صبيحة 31 ديسمبر 1839م ضمن جيش متكون من الفوج الثاني من المشاة الخِفاف والفوج السابع عشر من المشاة الخِفاف، مسنودين بحوالي 1.000 جندي من الفوج الثالث والعشرين من مشاة الخط والفوج الرابع والعشرين من مشاة الخط، بالإضافة إلى 450 جندي من الفوج الأول من صيادي إفريقيا ترافقهم أربع قطع من المدفعية.
واتجه هؤلاء الآلاف من الجنود الفرنسيين نحو وادي العلايق عبر دروب سهل متيجة.
وتم الاشتباك في منطقة «سيدي خليفة» مع الفرسان الجزائريين الذين قاموا بمناوشة الفرنسيين الذين ردوا عليهم على مستوى وادي العلايق بهجوم حوالي 2.000 فارس مدعومين بقناصي الفوج السابع عشر من المشاة الخِفاف حيث اندلع تبادل إطلاق نار كثيف بين الطرفين.
وبعد مواجهة الفرسان الجزائريين جاء دور الالتحام مع المشاة قرب المكان المسمى «أشجار السرو الخمسة»، أين تقدم جيش من حوالي 1.500 جندي مشاة، من بينهم 800 جندي من المشاة النظاميين للأمير عبد القادر، وكان هذا الجيش من المشاة الجزائريين يتوجهون نحو مقدمة الجيش الفرنسي وهم ضاربون للطبل ورافعون للأعلام والرايات.
فبادر حينئذ العقيد شانجارنيي الذي كان يقود الفوج الثاني من المشاة الخِفاف بالالتفاف على يمين الجيش الفرنسي من أجل مواجهة الجيش الجزائري.
وبعد أن طلب الإذن من قيادته، تم السماح للعقيد شانجارنيي بالاقتحام بواسطة الحربات والسيوف المنحنية في وسط صفوف المشاة الجزائريين ويتبعه في ذلك الفوج الثاني من المشاة الخِفاف.
كان العقيد بورجولي أثناء ذلك قد التف على الجانب الأيسر من الجيش الفرنسي على رأس أربع وحدات عسكرية من الفوج الأول من صيادي إفريقيا ليصطدم مع القوات الجزائرية.
وبعد تبادل كثيف لإطلاق رصاص البنادق مع استعمال الحراب والسيوف المنحنية، انسحبت القوات الجزائرية في فوضى كبيرة تاركة وراءها حوالي 300 جندي مقتول على أرض المعركة.
وكانت غنائم الفرنسيين متمثلة في قطعة مدفعية، ثلاث رايات، صناديق الطبل الخاصة بالمشاة النظاميين الجزائريين، بالإضافة إلى العديد من الأسلحة.
وكان الماريشال فالي يتابع شخصيا مجريات المعركة على بعد حوالي 3 كلم، وسرعان ما التحق بصفوف الفوج الأول من صيادي إفريقيا والفوج الثاني من المشاة الخِفاف بعد انتصار الفرنسيين من أجل تهنئة جنوده، وقاموا بدورهم بمنحه الغنائم التي سلبوها من القتلى الجزائريين.
واستقرت حصيلة هذه المعركة عند الفرنسيين بتاريخ 31 ديسمبر 1839م في 20 جنديا مقتولا، وملازم في سلاح الفرسان مقتول، بالإضافة إلى 50 جريحا.
وإذا كان عدد الجزائريين المشاة المقتولين بلغ 300 جنديا في هذه المعركة، فإن بعض الفرسان الجزائريين قد سقطوا قتلى كذلك في ساحة الوغى قرب وادي العلايق ·  · .